# Kōzan-ji (Shimonoseki)

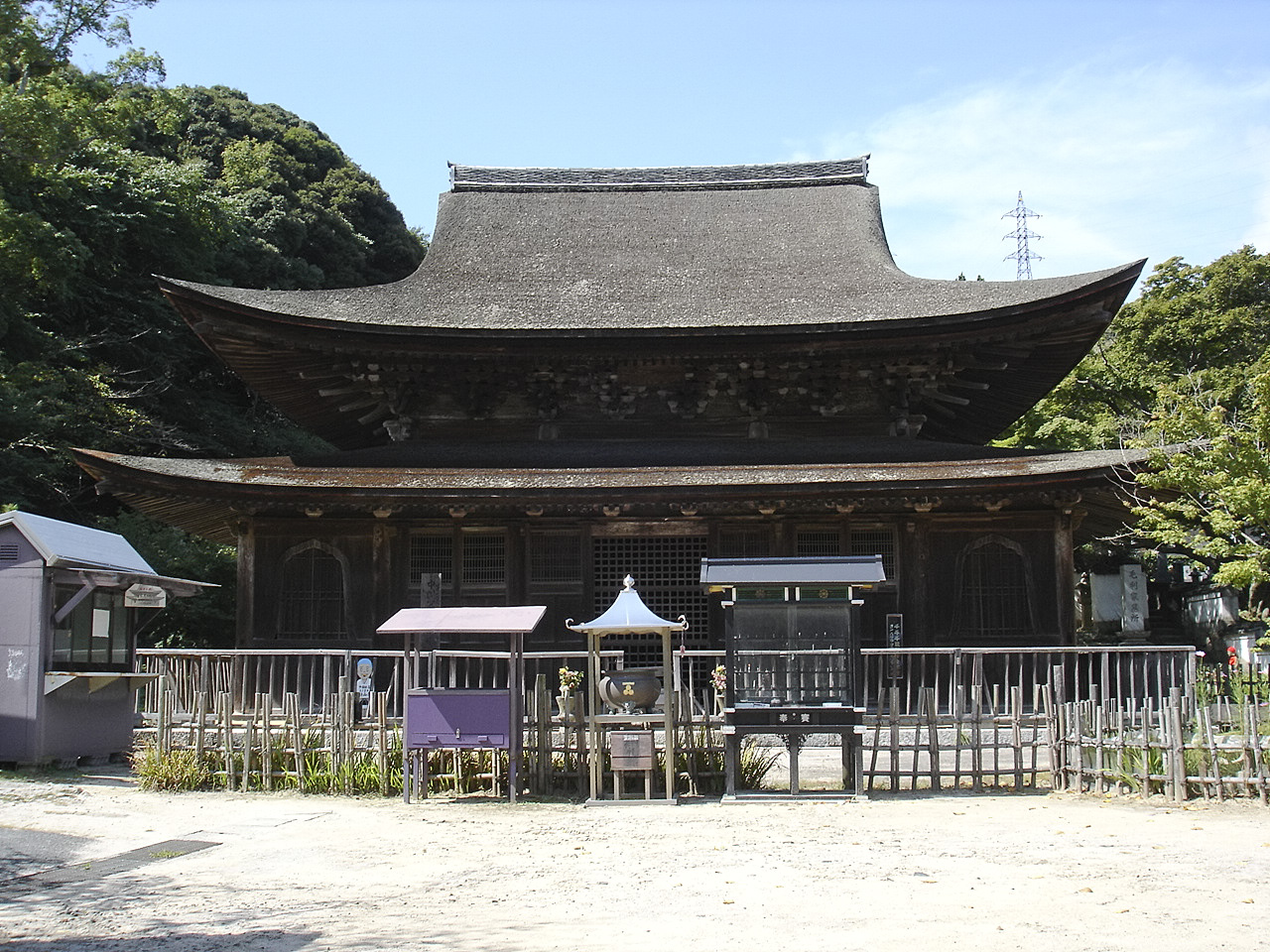
Die Haupthalle

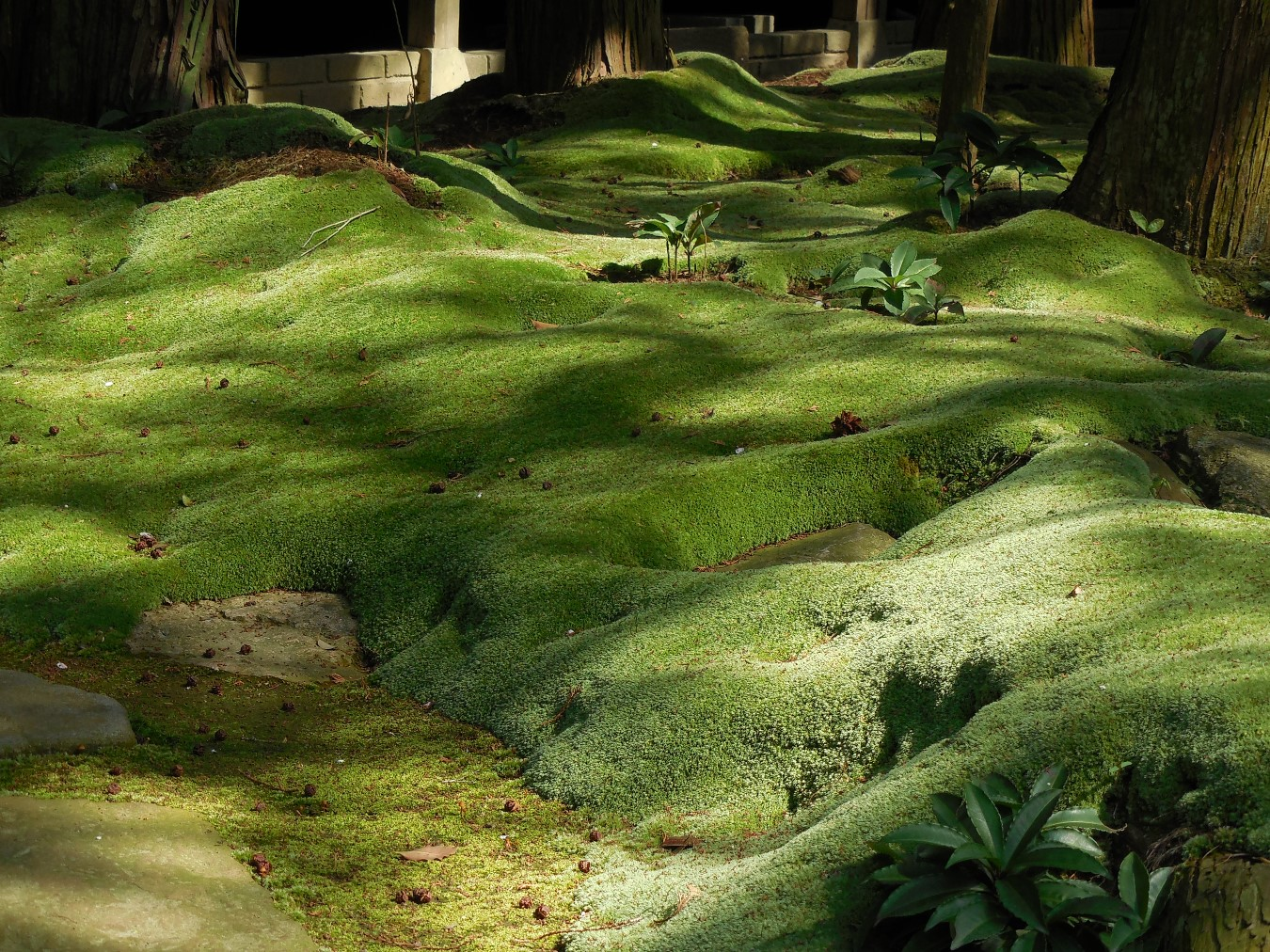
Gartenpartie

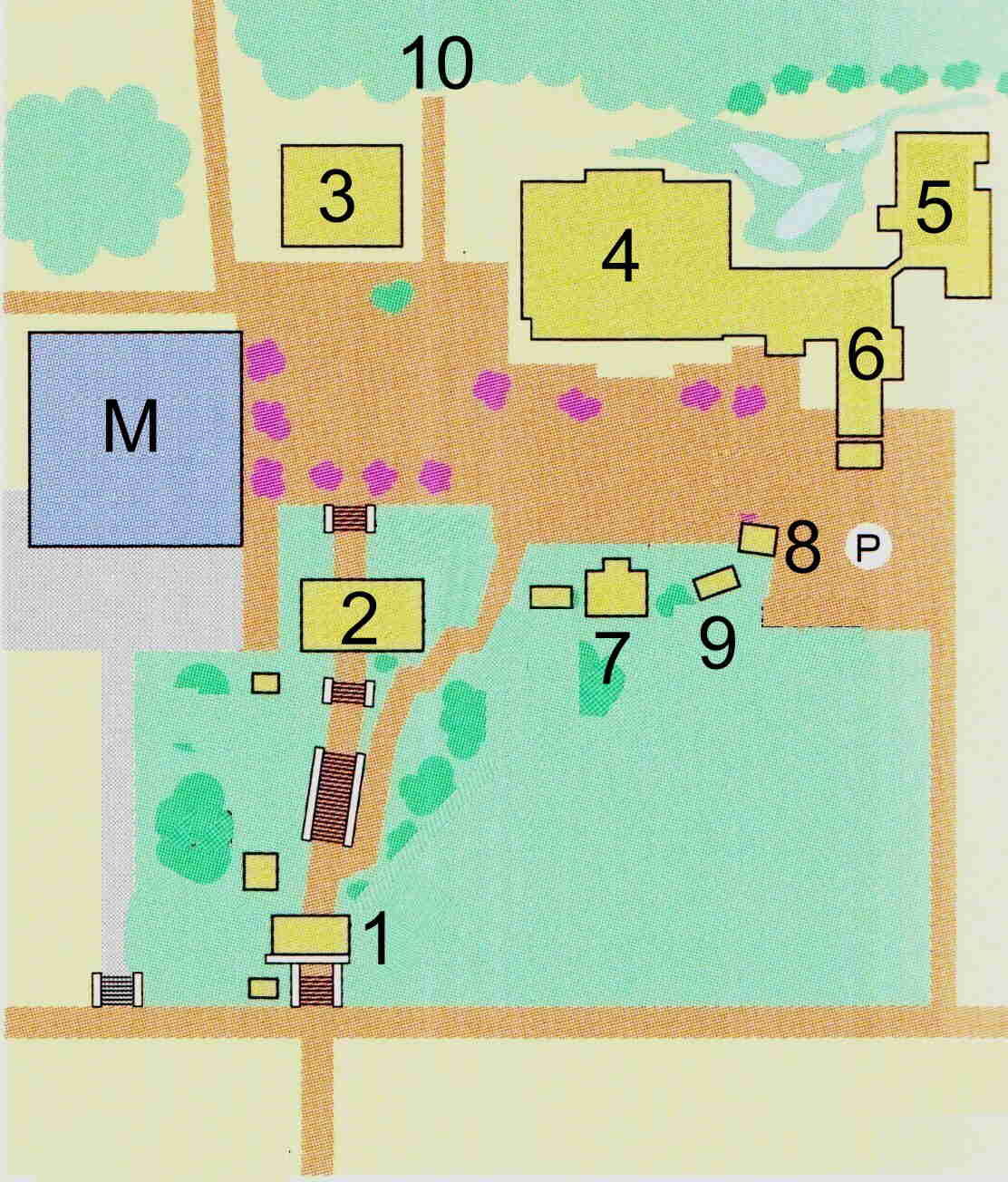
Die Tempelanlage

Kōzan-ji (japanisch 功山寺) ist ein Zen-Tempel der Soto-Schule in Chōfu, heute ein Stadtteil von Shimonoseki. Verehrt wird eine tausendarmige Kannon, der Tempel hat die Nummer 19 auf dem Chūgoku-Pilgerweg.

## Geschichte
Der Tempel wird 1320 vom Zen-Priester Kyoan Genjaku als Tempel der Rinzai-Schule unter dem Namen Kinzan Chōfuku-ji (金山長福寺) erbaut. 1334: Ashikaga Takauji schenkt dem Tempel das nahe gelegene Gebiet von Ozuki. Ein Taifun und heftiger Regen zerstören 1487 das Tempeltor (Sammon). Ōuchi Yoshinaga (* 1532), ein bedeutender Fürst der Gegend, nimmt sich 1557 im Tempel das Leben, als er von den Truppen Mōri Motonaris (1497–1571) umzingelt ist.  Danach verfällt der Tempel.
Nach Einrichtung des Tokugawa-Shogunats wird 1602  Mōri Hidemoto (1579–1650) der erste Daimyō des Lehens Chōfu. Er stellt den Tempel wieder her und überlässt ihn unter dem Namen Shōzan-ji (笑山寺) der Soto-Schule. Der Tempel wird Begräbnistempel der Mōri. Nach dem Tode Hidemotos wird der Tempel 1650, um den Verstorbenen zu ehren, in Kōzan-ji umbenannt.
Das 10. Oberhaupt des Lehens, Mōri Masayoshi, stellt 1773 das Tempeltor wieder her. 1788 lässt Masayoshi das Daihattō (Große Lehrhalle) erbauen. Das 11. Oberhaupt des Lehens, Motoyoshi, lässt 1835 das Shoin (Privatgemächer des Abts) mit Kuri (Speisesaal) erbauen, nachdem er bereits 1799 den Sutra-Speicher erbauen ließ.
Der 13. Oberhaupt des Lehens, Motochika, nutzt 1864 den Tempel als sein Hauptquartier gegen die Viermächte-Flotte der Europäer. Sanjō Sanetomi (1837–1891) und andere Gegner der Tokugawa-Regierung finden gegen Ende des Jahres in dem Tempel Unterkunft. Am 15. Dezember stellt Takasugi Shinsaku (1839–1867) hier eine Truppe gegen das Shogunat auf. Die Haupthalle wird 1903 unter besonderen Schutz des Staates gestellt. Am 14. November 1953 wird die Haupthalle zum Nationalschatz erhoben. Das Eingangstor (Sōmon) wird 2004 als Wichtiges Kulturgut eingestuft.

## Die Tempelanlage (Garan)
Man betritt das Garan (伽藍) durch das Eingangstor [1], steigt weitere Stufen empor und passiert das Tempeltor [2] und erreicht dann die Haupthalle [3]. Die Haupthalle ist das früheste Beispiel einer Zen-Architektur in Japan. Rechts von der Haupthalle steht ein Gebäudekomplex, der sich aus der Lehrhalle [4], den Privatgemächern des Abts [5] und dem Speisesaal [6] zusammensetzt. Die Gebäude umschließen den Tempelgarten, der einen „Teich in Herzform“ (心字池) besitzt.
Ein Reiterstandbild [9] erinnert an Takasugi, [10] ist der Friedhof mit der Abteilung für die Mōri-Familie, und mit [M] ist das Stadtmuseum (長府博物館, Chōfu Hakubutsukan) bezeichnet, das Gegenstände und Dokumente von der Steinzeit bis zur Gegenwart zeigt.